# Susticacán

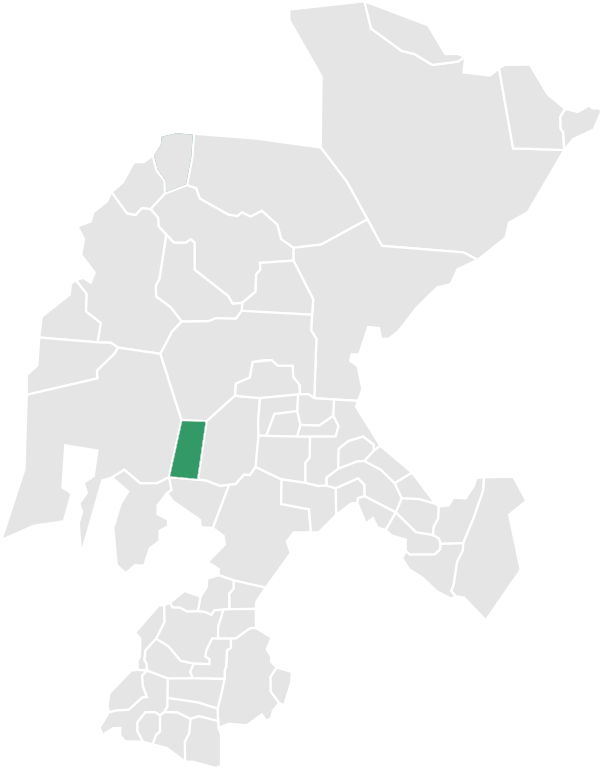
Mapa do Município de Susticacán em Zacatecas, México

Susticacán é um município do estado de Zacatecas, no México.